# André Roberto Soares da Silva
André Roberto Soares da Silva, meglio noto come Beto (São Carlos, 25 ottobre 1981), è un ex calciatore brasiliano, di ruolo attaccante.